# Olimpia Milano
Olimpia Milano je profesionální italský basketbalový klub hrající italskou nejvyšší soutěž basketbalu. Klub vznikl v roce 1930. V domácí basketbalovém mistrovství získal 27 titulů mistra Itálie. Šestkrát vyhrál Italský basketbalový pohár. V názvu klubu je tradičně uveden název sponzora.
Zúčastnil se 15 ročníků Poháru evropských mistrů (1957–1971) a 9 ročníků Euroligy (od 2006), má na svém kontě 5 účastí ve finále, z toho tři vítězství (1966, 1987, 1988), dvě 3. místa a 2 další účasti v semifinále. Čtyřikrát se zúčastnil světové soutěže FIBA Intercontinental Cup, kterou vyhrál v roce 1987 a dvakrát skončil na třetím místě.
Osmkrát (1970–2000) startoval ve FIBA Poháru vítězů pohárů resp. Europské lize, třikrát (1971, 1972, 1976) byl vítězem soutěže, má dvě druhá místa a jednu další účast v semifinále. Devětkrát (1973–1996) hrál ve FIBA Poháru Korač, dvakrát (1985, 1993) byl vítězem soutěže, má dvě druhá místa a tři další účasti v semifinále.

## Seznam největších úspěchů klubu

### Domácí basketbalové soutěže
- Mistrovství Itálie – 27 titulů mistra (1936, 1937, 1938, 1939, 1950, 1951, 1952, 1953, 1954, 1957, 1958, 1959, 1960, 1962, 1963, 1965, 1966, 1967, 1972, 1982, 1985, 1986, 1987, 1989, 1996, 2014, 2016)
- Itálský basketbalový pohár – 6× vítěz (1972, 1986, 1987, 1996, 2016, 2017)

### Mezinárodní poháry klubů
- FIBA Intercontinental Cup
  - účast: 4 ročníky, [pozn. 1] vítěz poháru (1987), 2× 3. místo (1967, 1968), 5. místo (1983)

- Pohár evropských mistrů & Euroliga
  - účast 15 ročníků Poháru evropských mistrů (1957-1997) a 9 ročníků Euroligy (od 2006)
  - 3× vítěz (1966, 1987, 1988), 2× finalista – 2. místo (1967, 1983), finálová skupina (1986 – 3. místo), 4× semifinále (1964, 1968, 1973, 1992 – 3. místo), 4× čtvrtfinále (1958, 1963, 1997–2014), ve čtvrtfinálové skupině (1990), osmifinále (1959), 2× TOP16 skupina (2009, 2012), 5× základní skupina (2006, 2008, 2010, 2011, 2013)

- FIBA Pohár vítězů pohárů & Evropská liga
  - účast 8 ročníků, 3× vítěz poháru (1971, 1972, 1976), 2× finalista – 2. místo (1984, 1998), semifinále (1977), osmifinále (2000), 1/16 (1999)

- FIBA Pohár Korač
  - účast 9 ročníků, 2× vítěz poháru (1985, 1993), 2× finalista – 2. místo (1995, 1996), 3× semifinále (1978, 1989, 1994), 2× ve čtvrtfinálové skupině (1974, 1975)

- ULEB Eurocup
  - účast 1 ročník, osmifinále (2004)